# 周春元
周春元（1911年—1984年），男，湖北潜江人，中国历史学家，研究方向为贵州历史。曾任中国史学会理事。